# Café Gijón

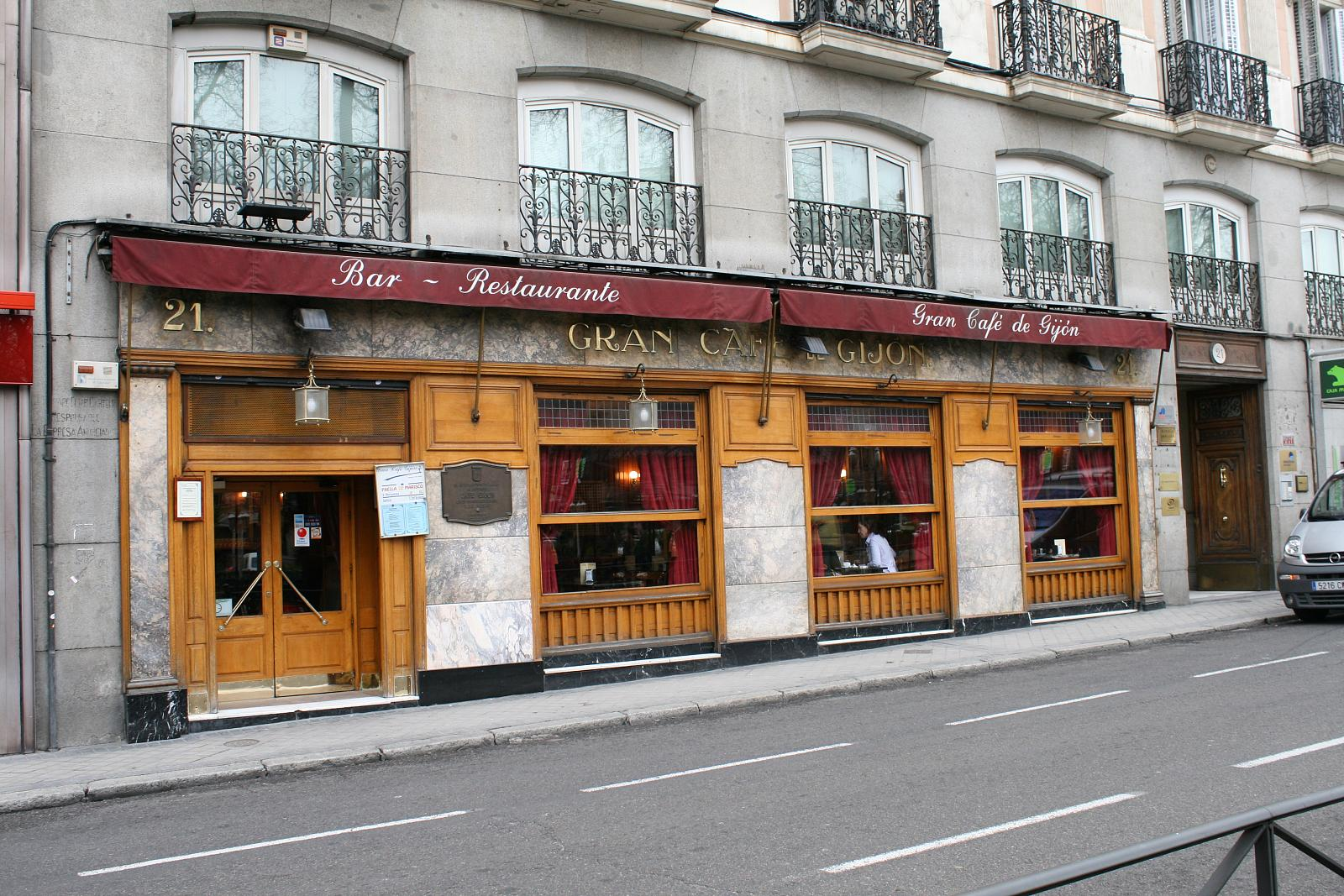
Fachada de madera del Café Gijón.

El Café Gijón (llamado también Gran Café de Gijón) es un establecimiento de Madrid, famoso por sus tertulias a lo largo del siglo xx. Situado en el número 21 del paseo de Recoletos, fue fundado el 15 de mayo de 1888 por Gumersindo Gómez (o García), un asturiano afincado en la capital de España. Dispone de una terraza en el pasillo central del paseo, y es uno de los pocos cafés de tertulia supervivientes en el Madrid de comienzos del siglo xxi.

## Historia
El café se inauguró el 15 de mayo de 1888, después de que el gijonés Gumersindo Gómez adquiriera y dispusiese el local que todavía ocupa en el paseo de Recoletos, entre las calles de Prim y Almirante.
A finales del siglo XIX estaban en su apogeo los cerca de catorce cafés de la  Puerta del Sol. Por ejemplo, el Café de Fornos y el Suizo situados en la calle de Alcalá, y eran la moda que atraía a la mayoría de la clientela de tertulia. El nombre del local se fijó en honor de la ciudad natal de Gumersindo. A pesar del lujo no dejaba de ser este café, entre los cientos que había en la época, un simple café de barrio. El éxito del negocio en los primeros años era precisamente que Recoletos era un lugar de paseo habitual en verano. El café atraía a los viandantes casuales y se consumían horchatas, un agua de cebada o de limón, una zarzaparrilla o cualquier refresco al uso de la época. En los meses de otoño los paseantes desaparecían, disminuyendo los tertulianos en el Café. 
Poco a poco se fueron instaurando las tertulias en sus típicas mesas de mármol; se hablaba de política, de toros y de sucesos truculentos como el famoso crimen de la calle Fuencarral (asesinato en Madrid en 1888 de Luciana Borcino). Los tertulianos provenían a veces del cercano teatro Príncipe Alfonso. Gumersindo llevaba el local desde un atrio elevado y pronto abrió una terraza en el paseo enfrente del local. Los primeros clientes famosos fueron José Canalejas, que discretamente se sentaba en una mesa y tomaba a solas su café hasta el día de su asesinato; Santiago Ramón y Cajal, acompañado las más de las veces de un alumno; Benito Pérez Galdós, acompañado. Uno de los personajes primerizos fue Valle-Inclán que era atraído por el frescor de la terraza, buscando tranquilidad del bullicioso Café de la Montaña, a veces del Kursaal de la plaza del Carmen. Una de las primeras musas en aquellos primeros años fue madame Pimentón, objeto de burlas y chirigotas de los tertulianos, mujer popular que frecuentaba algunos cafés de la periferia a comienzos del siglo XX.

### Comienzos delsigloXX
Benigno López, barbero de origen extremeño que poseía su peluquería en la calle del Almirante, cliente habitual del Gijón y amigo de Gumersindo pagó el traspaso y a partir de 1916 se hizo cargo del negocio, con la condición marcada en el contrato de que respetaría siempre el nombre del establecimiento. Se cuenta que el local fue adquirido por la módica cantidad de 60.000 pesetas. Gumersindo se retiró a su tierra natal una vez realizada la operación de venta del local. La neutralidad de España en la Primera Guerra Mundial hizo que Madrid se viera poblado de personajes de la realeza y de la política europea que huían de la guerra. 
El Gijón había ido tomando aires de prestigio a comienzos del siglo xx, por lo que el dueño decidió reformar el local, que encargó al tertuliano Luis Laorga Gutiérrez. Poco después de estrenar su nuevo Café Gijón, Benigno falleció repentinamente a los sesenta años de edad, y el negocio fue administrado por su viuda, Encarnación Fernández, que poco después abrió otro local en el mismo Paseo de Recoletos, afrontando la posible competencia en el entorno de la Plaza de Cibeles. Su nuevo establecimiento, el Café Cibeles, fue inaugurado en 1928, y durante ocho años ambos locales compartieron clientela e incluso tertulias, a pesar de que la reciente competencia del cine y la calefacción urbana auguraba para algunos el fin de los cafés de tertulia. Y ciertamente, el Café Gijón iba perdiendo clientela en favor del Café Recoletos. Sin embargo, se continuaron abriendo nuevos establecimientos, como el Café Teide, a pocos metros del Gijón y otros que ya en Cibeles llegaron a hacerle competencia como, a partir de 1931, el Café Lion y la Cervecería Correos, ambos en la calle de Alcalá, junto al Palacio de Linares.
Los camareros de esa época son reflejados en la literatura. A uno de ellos le tocó la lotería y posteriormente se arruinó; otro fue un torero fracasado.

### El Madrid de la Guerra Civil

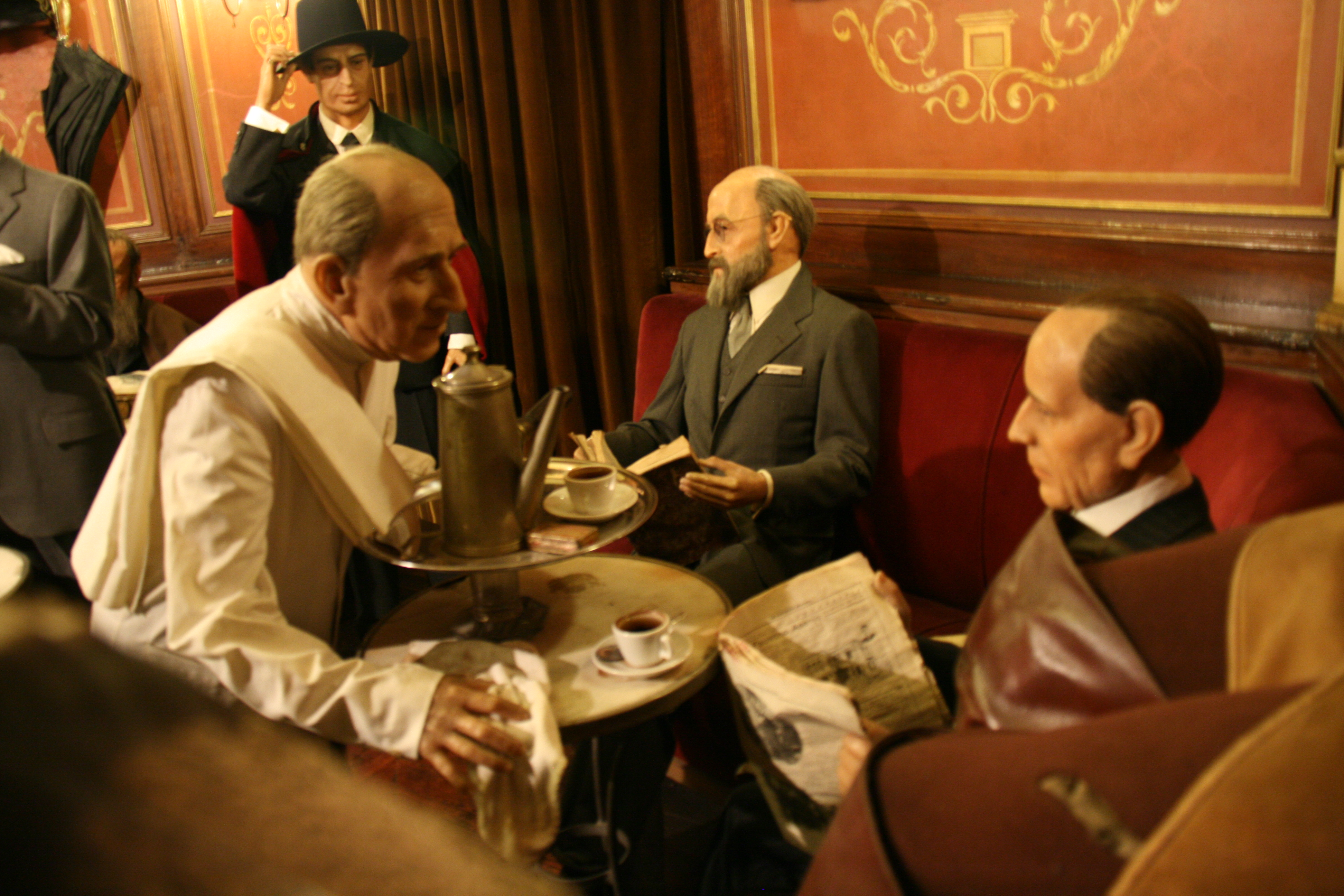
Escena recreada en el museo de cera de Madrid sobre un café de la época.

En 1934 el Gijón se había convertido en uno de los cafés favoritos de la farándula literaria madrileña en abierta competencia con los históricos cafés del barrio de Sol. Se abría la nueva moda de los cafés americanos con barra y taburetes, así como los salones de té como el Embassy. Las tertulias, animadas ahora por la pluralidad política favorecida por la Segunda República Española, se extendían a toda la ciudad y alcanzaban hasta el Café Comercial y el Europeo, en Chamberí. Sin embargo Ramón Gómez de la Serna, poco amigo de los circos políticos, disolvió su histórica tertulia del Café de Pombo («Sagrada Cripta del Pombo»). En el entorno comercial del Gijón, Encarnación llevaba los dos locales con la ayuda de sus hijos. El mayor, Joaquín López Fernández, se dedicaba al Café de Recoletos, y Encarnación, con el marido de su hija, Nicolás García, al Café Gijón. La contienda hizo que los tradicionales tertulianos se dispersasen, y el café se pobló de tertulias de activistas y milicianos, hasta el punto de que, durante la batalla de Madrid el café Gijón se convertiría en lugar de reunión y cuartel de milicianos. Marino Gómez Santos recoge el suceso del asesinato de Nicolás García, marido de la hija de Encarnación, ocurrido al parecer en el «túnel de Atocha junto con ocho de los empleados»; régimen de terror impuesto por las bandas descontroladas, con víctimas de tertulianos importantes como el dramaturgo Pedro Muñoz Seca y el escritor Ramiro de Maeztu. Finalmente, se cerró el Café de Recoletos, mientras que el Gijón abría para servir modestos almuerzos. Cuando las tropas franquistas entraron en Madrid, el Café Gijón era un local de aspecto desolado, que pronto se recuperó ofreciendo  comidas a los oficiales del ejército vencedor.

### Periodo de posguerra y transición
Pocas semanas después del final de la contienda la familia de Encarnación abrió los dos cafés y las ausencias fueron evidentes. Empezaron a aparecer en el Gijón tertulianos famosos como Eugenio d'Ors y Enrique Jardiel Poncela, habitual del Café Castilla. En el Café Recoletos aparecieron los nuevos estamentos de la burguesía madrileña. Había caras nuevas que conformarán las tertulias posteriores. Apareció un grupo de jóvenes contertulios a los que se denominó «Juventud Creadora» o «garcilasistas», entre los que estaban José García Nieto, Pedro de Lorenzo, Rafael Romero, Jesús Juan Garcés, Eugenio Mediano Flórez, Salvador Pérez Valiente y otros más que se fueron incorporando poco a poco con posterioridad. Un asiduo de aquellos días era el escritor Camilo José Cela que publicó en 1942 una novela titulada La familia de Pascual Duarte y que fue posteriormente censurada y secuestrada de las librerías en su segunda edición.
Los tertulianos del Café eran artistas y escritores que poseían un alineación con el régimen algo dudosa. Esta situación puso al Café desde sus comienzos en situación comprometida; la ley de vagos y maleantes, impulsada en 1933 por el diputado socialista Luis Jiménez de Asúa y aprobada por consenso de todos los grupos políticos de la segunda república, permitía arrestar a los escritores alegando «peligrosidad social». Se estableció la «tertulia de los poetas» a primeras horas de la tarde, de tres a seis, presidida por Gerardo Diego. En esa época Encarnación, ya anciana, cedía su labor de liderazgo a su hija Joaquina. En el año 1942 se cerró de forma definitiva el Café Recoletos. Muchos de los clientes se movieron al Gijón. En el año 1943 el Café fue rescatado de una inundación fortuita de aguas fecales que brotó por la rotura de un canal de distribución suburbano. Afectó, no obstante, a parte del mobiliario lo suficiente como para cerrar y ventilar durante una semana, mientras se achicaban las aguas. Otros negocios cercanos, como Casa Emilio, cerraron, mientras que el Gijón se salvó por la diligencia de un empleado avisando a las autoridades.  
La época de posguerra era mala y muchos de los tertulianos no tenían dinero. Algunos de ellos solicitaban las comandas «a cuenta». El «cerillero» Alfonso González Pintor prestaba dinero y muchos de los escritores de la época debían dinero a este personaje colocado «estratégicamente» en el interior a la entrada del local. Otros solicitaban agua o bicarbonato, artículos gratuitos, de los que con gracia y consuelo decían: «Algo alimentará». Otros cafés fueron cayendo debido a esta crisis. A pesar de todo ello, el Café permanecía lleno la mayor parte del tiempo y era difícil sentarse. César González-Ruano, eterno tertuliano en el Café, y Camilo José Cela eran los asistentes asiduos durante aquellos tiempos. Las tertulias de esa época comenzaban a las tres y se prolongaban hasta las siete de la tarde. Asistían escritores, personas del teatro, oficinistas, etc. Las ideologías políticas estaban mezcladas en una microsociedad que se establecía en el Café de los años sesenta. 
En esta época de mediados del siglo XX, en el periodo de posguerra, los tertulianos y habituales convencieron a Encarnación para que reformase el local debido a la imagen destartalada que ofrecía. El suceso acaecido con las aguas fecales hizo que el local quedara en una situación lamentable y que, finalmente, sufriera su segunda reforma, en el año 1948, a cargo del arquitecto Carlos Arniches Moltó, hijo del sainetero Carlos Arniches. La reforma hizo que se cambiasen las lámparas de gas por iluminación eléctrica, más moderna. Se puso madera de roble en las paredes y se bajó el techo. Una de las esculturas que aparecieron en esta época, y que más sorprendió a los tertulianos, es la obra móvil de Ángel Ferrant, situada en el parador donde se dejaba la correspondencia. Esta reforma prepararía el Café para el apoteosis de cafeterías se iba avecinando en la capital, lugares que empezaban a ponerse de moda a finales de los años 50 y en los que no era posible estar largas horas con un café y una jarra de agua. Entre las tertulias se empezaba a discutir de forma novedosa de fútbol. La censura franquista negó la publicación de La colmena de Cela. 
En 1949 tomó la iniciativa un joven actor de cine y teatro llamado Fernando Fernán Gómez y creó un premio de novela en el Café con su nombre, instaurando de esta forma el premio de novela corta Café Gijón. En su primera edición, él corrió personalmente con los gastos y el premio fue a parar a César González-Ruano. A medida que iban avanzando los años cincuenta el Café se fue instaurando como el lugar de tertulias por excelencia. Eran pocas las tertulias en esa época, aunque cabe destacar la de «los poetas» del Café Varela, en la calle Preciados, o la de los «novelistas y poetas sociales» del Café Pelayo, esquina Menéndez Pelayo y Alcalá, a la que acudían Gabriel Celaya, Juan García Hortelano, Ángel González, José Manuel Caballero Bonald y Armando López Salinas. En 1955 se escribió uno de los primeros libros monográficos sobre el Café, Crónica del Café Gijón, por el joven escritor asturiano Marino Gómez Santos y lo hizo a comienzos de 1955 en el propio Café. El libro contiene un prólogo de César Ruano y representa un conjunto de estampas de la sociedad madrileña y del Café en esa época de mediados del siglo XX. El libro no cayó bien entre los tertulianos de la época y fue una de las causas de que no volviera a visitar asiduamente el Café. La popularidad fue creciendo y pronto lo visitaban los escritores internacionales de prestigio; por ejemplo, Truman Capote visita el Café y lo recibe una delegación de escritores. Los personajes importantes de Hollywood como son Ava Gardner, Orson Welles acompañado de su amigo Joseph Cotten y, sobre todo, el actor británico George Sanders que vivió durante una temporada en Madrid. Su popularidad en aquellos tiempos hacía que muchos que querían ser famosos tuvieran que pasar por las terrazas veraniegas del Gijón. Escenas rodadas en el café Gijón aparecen en la película Los ojos dejan huellas de 1952.   
En el año 1963 se procedió a realizar la tercera reforma del local, y esta vez se encargó del proyecto el arquitecto Francisco Iza y la colaboración del escultor José Luis Alonso Coomonte que ha dejado su impronta en el magnífico tratamiento de la madera y su adaptación a un espacio tan complejo. La reapertura tuvo lugar el 24 de marzo de aquel año. Una de las novedades de esta tercera reforma sería la conversión de la bodega en restaurante de un apartado existente en el interior. Ya por aquel entonces la sociedad española empezaba a sentir los efectos de la posible transición y se vivían periodos de bonanza económica. La bebida servida ya no era exclusivamente café, y en algunos divanes se empezaba solicitar bebidas de otro tipo a la carta, como eran copas de whisky, vermuts de importación, ginebra inglesa, etc.

### La modernidad
Con el inicio de la democracia española, el Café poco a poco se fue llenando de nuevos contertulios. Una de las musas del Café Gijón de esta época fue Sandra, una mujer que presenciaba las reuniones de tertulia, animando, afirmando en voz alta ser una prostituta. El escritor y tertuliano Francisco Umbral publicó en el año 1972 La noche que llegué al Café Gijón, donde expone con su visión personal la vida acaecida en el Café en los años sesenta y setenta. 
En 1986 se tuvo que cerrar el Café y hacer una reparación de urgencia para evitar el derrumbe el techo. Era una época en la que se preparaban las celebraciones del centenario Café madrileño, a festejar en 1988, pero al mismo tiempo corrieron rumores acerca de la venta del local. Las celebraciones se hicieron de diversas formas dentro y fuera del local. En la fachada se puso una placa conmemorativa de su centenario y se publicó un libro recopilatorio de artículos sobre el Café.
En ese año, Sara Montiel incluyó en su álbum Purísimo Sara la canción "Café Gijón", combinando la popular melodía del "vals de Musetta" de La Bohème de Puccini con nueva letra de Alberto Cortez, alusiva al local y a varios de los literatos que lo frecuentaban.
Habiéndose cumplido el centenario del Café, el escritor José Bárcena Pontones escribió (tal y como reza su libro «escritor con bandeja en el Café Gijón») un libro sobre la vida bohemia del Café Gijón. En 1998 compró el local Gregorio Escamilla Saceda.

## Características
La fachada exterior es de mármol marrón con acabados de madera y tres grandes ventanales que dan a la estrecha acera del Paseo de Recoletos. Al otro lado de la calzada, en el paseo lateral que hace las veces de bulevar, se instala la primitiva terraza estival, reformada en el año 2005. El local dispone de un aforo de 35 a 40 mesas y en parte ha sido reformado como restaurante. Conserva mesas de mármol negro y algunos de los elementos de la decoración tradicional de los cafés de tertulia, con las paredes forradas de madera, y cuadros donados al café por contertulios artistas. El suelo es un  ajedrezado de baldosas en granate y marfil claro.

## Tertulias y tertulianos
De las innumerables habidas en la historia del café, pueden citarse quizá al azar la «Tertulia de los poetas», la «Juventud Creadora» y la «Tertulia de Escritores y Lectores», formada por ateneístas.
La historia del café Gijón sirvió de espacio para muy diversos personajes: 
- El «cerillero» Alfonso González Pintor (1933-2006) que atendió un puesto de venta de tabaco desde 1976 hasta 2005. En 2004 se colocó una placa a la entrada del local en la que puede leerse «Aquí vendió tabaco y vio pasar la vida Alfonso, cerillero y anarquista».
- Timotea Conde, llamada por algunos ‘madame Pimentón’ y por otros la «musa del Gijón»,[16] una cantante frustrada que acabó cantando por los cafés cantantes del Madrid de la época.[1]
- Ignacio María de San Pedro, apodado ‘don Cristobalía’, vendedor de versos con tendencia a subirse a las mesas del Gijón (y antes a las del Pombo) para reclamar el cambio del nombre de América, por el de Cristobalía (y de ahí su apodo).
- «Manolo Pilares» y el gallego Ramón Cid Tesouro, ambos amigos y conocidos tertulianos que durante el transcurso de la guerra civil se encontraron un buen día en frentes opuestos, pero que concluida la contienda recuperaron su amistad.[17]